# 松村多美
松村 多美（まつむら たみ、1935年3月12日 - ）は、日本の俳人。

## 人物・来歴
東京生まれ。1957年東京教育大学国文科卒。高校教師となる。俳人大野林火・野沢節子に師事。1993年６月主宰誌「四葩（よひら）」創刊。俳誌「四葩」主宰。文京学院大学非常勤講師、文京学院大学生涯学習センター講師。

## 著書
- 『四葩 松村多美句集』 (現代俳句18人集)牧羊社, 1993.4
- 『花のこころ』(俳句・俳景) 蝸牛社, 1998.10
- 『森を行く 松村多美句集』角川書店, 2001.1
- 『楽しく始める俳句』金園社, 2002.11
- 『せつせつと 野澤節子俳句鑑賞』文學の森, 2003.11
- 『紅葩（こうは） 句集』(本阿弥新俳句叢書) 本阿弥書店, 2007.12
- 『野澤節子 ひたすらのいのち』北溟社, 2013.6
- 『季語めぐり　俳句入門15日間』北溟社, 2013.6